# イッテ・デテナモ
イッテ・デテナモ（Itte Detenamo、1986年9月22日）はナウルの男子重量挙げ選手。ブアダ地区出身。父親のヴィンソン・デテナモ、姉のロゼッタ・デテナモ、いとこのクインキー・デテナモも同じく重量挙げ選手。
2006年にメルボルンで行われたコモンウェルスゲームズで銅メダルを獲得している。また、2004年のスバと2007年のアピアで開催されたサウスパシフィックゲームズでは優勝し金メダルを獲得した。
オリンピックには2004年のアテネオリンピックからロンドンオリンピックに出場しており、アテネ大会では14位、北京大会では10位となっている。また、北京大会とロンドン大会では開会式で旗手を務めた。（北京大会では閉会式の旗手も務めている。）
ウエイトリフティング世界選手権では2007年のチエンマイ大会で20位、2009年の高陽大会で12位の成績を残した。